# یوآنا کوپینسکا
یوآنا کوپینسکا (لهستانی: Joanna Kupińska؛ زادهٔ ۲۵ اوت ۱۹۷۹) بازیگر اهل لهستان است.
از فیلم‌ها یا مجموعه‌های تلویزیونی که وی در آن‌ها نقش داشته‌است، می‌توان به کرکس، در خیابان سپولنی، موج جرم و جنایت، عشق اول، خانه کشیش، کارآگاهان جنایی، طایفه، در خوشی و سختی، دوستان، قانون حقیقی، کمیسر آلکس، پدر متیو، گوش آقای رئیس و عشق اول اشاره نمود.